# KBS 뉴스 930 경기·인천
《KBS 뉴스 930 경기·인천》은 KBS 경인 1TV에서 매주 평일 오전 9시 45분에 방송 중인 경기 인천 지역 뉴스 프로그램이다.

## 개요
KBS 경인 뉴스 930으로 읽는다.

## 앵커
| 대수 | 진행자          | 진행 기간                          | 비고 |
| ---- | --------------- | ---------------------------------- | ---- |
| 1대  | 조정연 아나운서 | 2013년 4월 22일 ~ 2016년 5월 27일  |      |
| 2대  | 서수진 아나운서 | 2016년 5월 30일 ~ 2018년 10월 31일 |      |
| 3대  | 조은민 아나운서 | 2018년 11월 5일 ~ 현재             |      |

## 경쟁 프로그램
- OBS 뉴스 (1000) (OBS 경인TV)